# Invasión de Granada
La invasión de Granada, conflicto militar de nombre en código Operación Urgent Fury (Operación Furia Urgente), fue una invasión a la nación insular de Granada por los Estados Unidos y varias otras naciones caribeñas en respuesta al golpe de Estado perpetrado por Hudson Austin y su alianza militar cubano-soviética. El 25 de octubre de 1983 los Estados Unidos, Barbados, Jamaica y miembros de la Organización de Estados del Caribe Oriental desembarcaron tropas en Granada, derrotaron a la resistencia granadina y cubana y derrocaron el gobierno militar de Hudson Austin.
La fuerza invasora consistía en el 1º y 2º batallones del 75º Regimiento de Rangers del Ejército de los Estados Unidos., la 82ª División Aerotransportada y elementos de la antigua Fuerza de Despliegue Rápido, Marines de los Estados Unidos., la Fuerza Delta del Ejército de los Estados Unidos., Navy SEALs y un pequeño grupo de TACP de la Fuerza Aérea del 21º TASS Shaw AFB fuerzas auxiliares, con un total de 7.600 soldados. junto con las fuerzas jamaiquinas y las tropas del Sistema de Seguridad Regional (RSS).  Los invasores derrotaron rápidamente la resistencia granadina después de un asalto a baja altitud por parte de los Rangers y la 82ª División Aerotransportada en el aeropuerto de Point Salines en el extremo sur de la isla, y un aterrizaje de helicópteros y anfibios de la Infantería de Marina en el aeropuerto de Pearls en el extremo norte. El gobierno militar de Austin fue depuesto. Sir Paul Scoon, Gobernador General de Granada, designó un consejo asesor para administrar el gobierno hasta las elecciones de 1984.
La fecha de la invasión, el 25 de octubre, es ahora una fiesta nacional en Granada, llamada Día de Acción de Gracias, en conmemoración de la liberación de varios presos políticos que posteriormente fueron elegidos para el cargo. En 2000 se puso en marcha una comisión de la verdad y la reconciliación para volver a examinar algunas de las controversias de ese tumultuoso período en el decenio de 1980; en particular, la comisión hizo un intento infructuoso de localizar los restos del cuerpo de Maurice Bishop, que habían sido eliminados por orden de Austin y nunca se encontraron.
La invasión expuso problemas de comunicación y coordinación entre las diferentes ramas de las fuerzas armadas de Estados Unidos. cuando operan juntas como una fuerza conjunta. Esto desencadenó investigaciones posteriores a la acción que resultaron en cambios operativos radicales en la forma de la Ley de Reorganización del Departamento de Defensa Goldwater-Nichols.

## Antecedentes

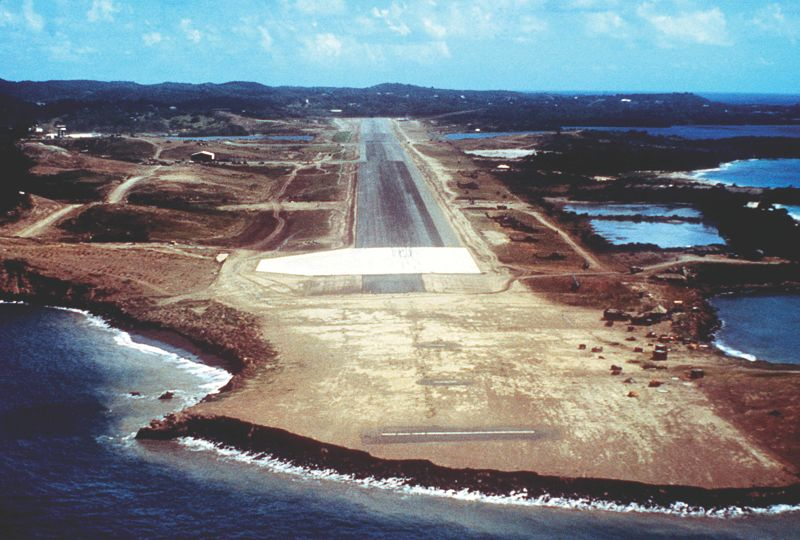
Aeropuerto internacional Point Salinas, Granada

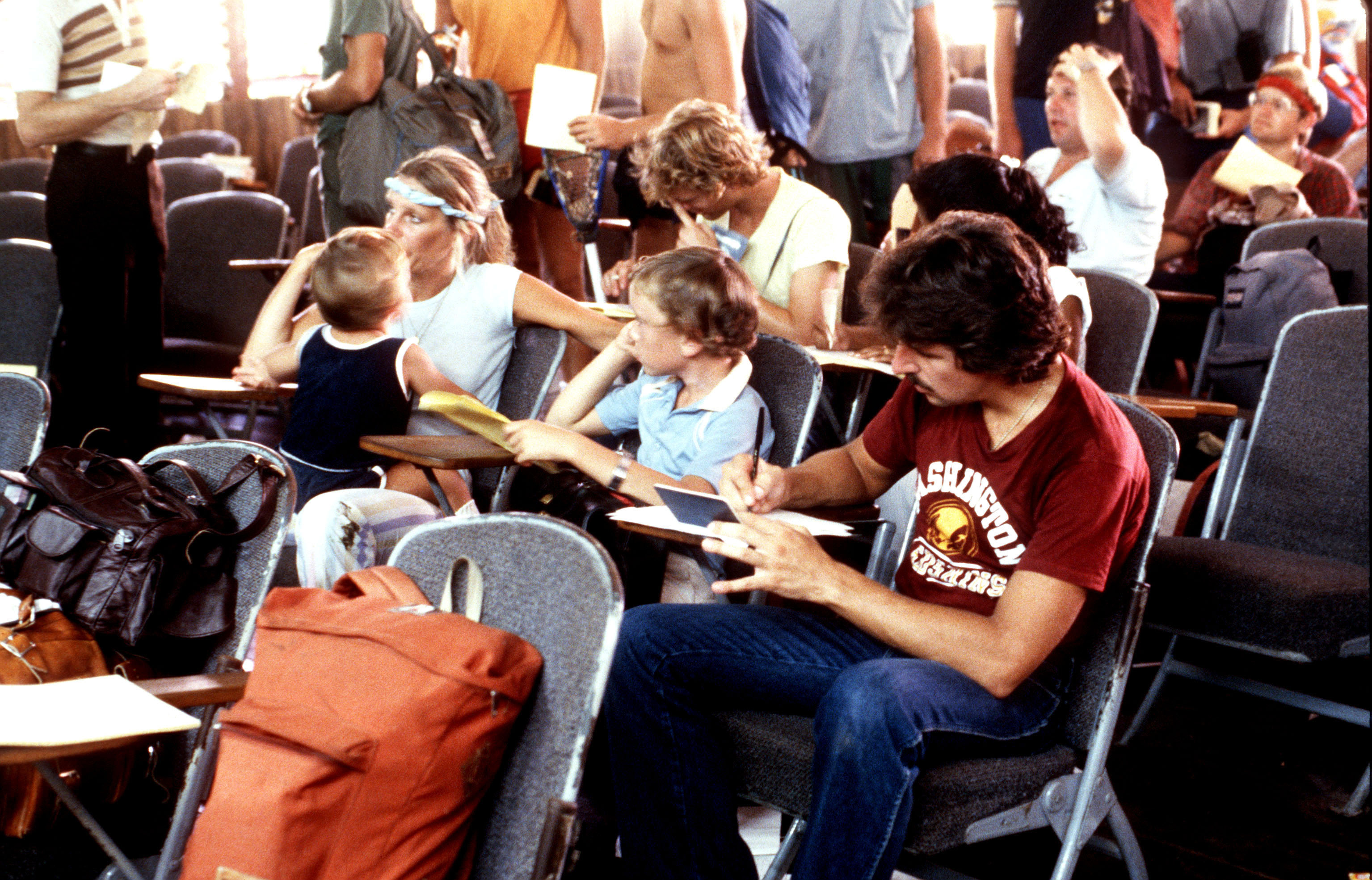
Estudiantes estadounidenses que esperan ser evacuados de Granada.

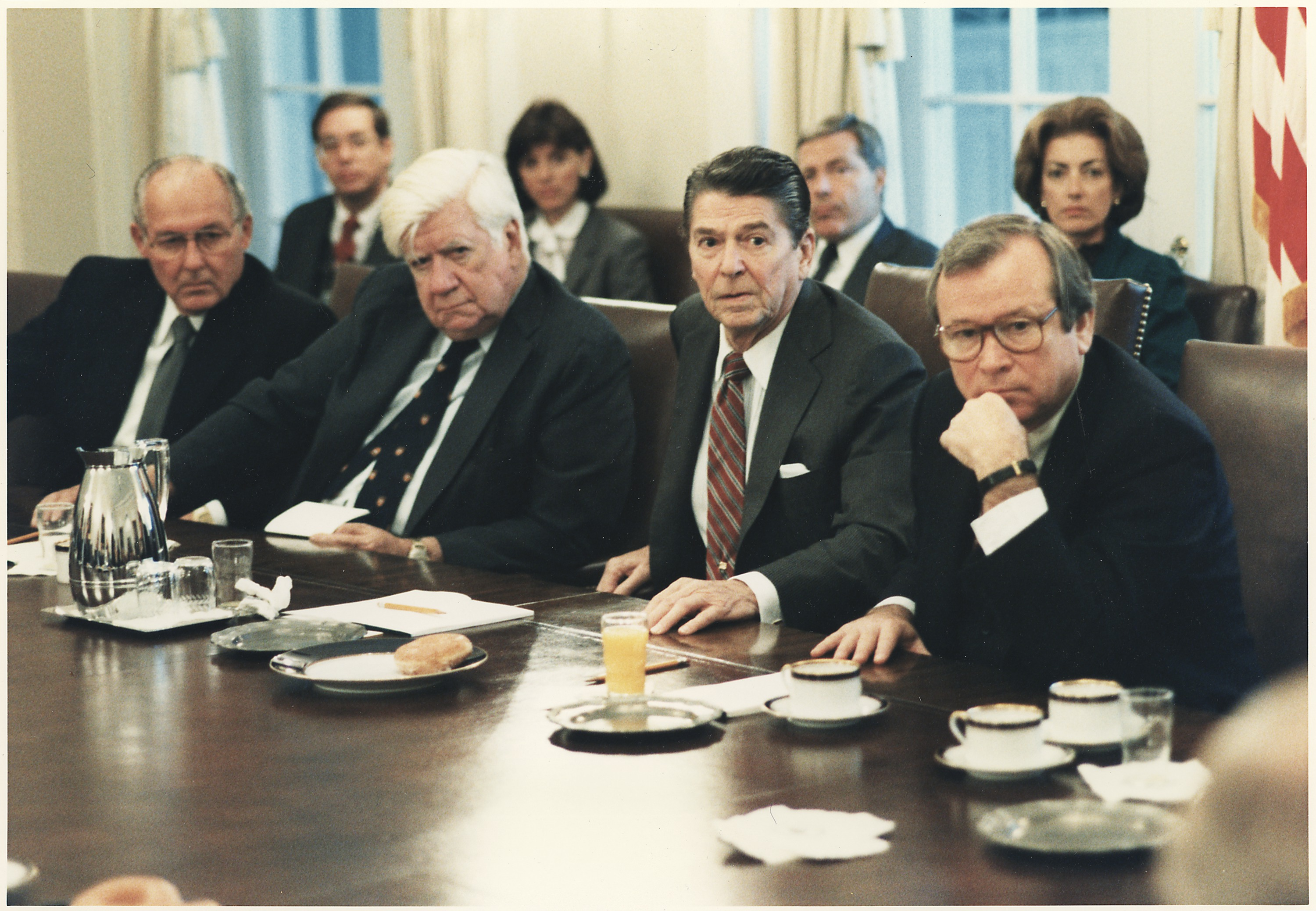
Reunión del presidente estadounidense Reagan con el Congreso sobre la invasión de Granada en la Sala del Gabinete, 25 de octubre de 1983.

El 13 de marzo de 1979, un golpe de Estado incruento, liderado por Maurice Bishop, el líder del Movimiento New Jewel, derrocó al gobierno de Eric Gairy para establecer un gobierno que fue acusado de adherirse al marxismo-leninismo y de alinearse con la Unión Soviética y Cuba. El gobierno de Bishop fue acusado de promover la militarización de su país, que mantenía un pequeño ejército. El gobierno también comenzó a construir un aeropuerto internacional con la ayuda de Cuba cuyas dimensiones eran desproporcionadamente mayores para el uso de vuelos comerciales.[cita requerida] El presidente de Estados Unidos Ronald Reagan señaló a este aeropuerto y varios otros sitios como evidencia de la amenaza potencial de Granada hacia los Estados Unidos. El gobierno de Estados Unidos acusó a Granada de construir instalaciones para ayudar a la militarización soviético-cubana en el Caribe, y de ayudar al transporte soviético y cubano de armas a los insurgentes centroamericanos. Sin embargo, el gobierno de Bishop afirmaba que el aeropuerto estaba siendo construido para albergar a los aviones comerciales que llevaban turistas. 
El 19 de octubre de 1983, una facción también socialista liderada por el vice primer ministro Bernard Coard depuso del poder a Bishop; las fuerzas de Coard posteriormente ejecutaron a Bishop a pesar de las masivas protestas a su favor. Hudson Austin se autoproclamó primer ministro con el apoyo de Coard y sus aliados. El Gobernador general de Granada, Paul Scoon, fue puesto bajo arresto domiciliario. 
La Organización de Estados del Caribe Oriental (OECS) pidió ayuda a los Estados Unidos, Barbados y Jamaica. Según Mythu Sivapalan del New York Times (19 de octubre de 1983), este llamamiento formal era a instancias del gobierno de Estados Unidos, que había decidido tomar acciones militares contra el régimen de Austin y Coard. Los oficiales de Estados Unidos indicaron como las razones para la acción militar el golpe y la inestabilidad política general en un país cerca de sus propias fronteras, así como la presencia de estudiantes de medicina estadounidenses en la Universidad de St. George de Granada. Sivapalan también expuso que la última razón fue citada para ganar apoyo público, más que como una razón legítima para la invasión, ya que menos de 600 de los 1000 civiles no granadinos en la isla eran de los Estados Unidos:
Congresistas de EE. UU. impugnaron posteriormente este argumento como falso (véase más abajo).

«Tanto Cuba como Granada, cuando vieron que los buques estadounidenses estaban dirigiéndose hacia Granada, enviaron mensajes urgentes prometiendo que los estudiantes estadounidenses estaban sanos e instaron que no ocurriera una invasión. [...] No hay indicios de que la administración hiciera un decidido esfuerzo para evacuar a los estadounidenses pacíficamente. [...] Los oficiales han reconocido que no hubo ninguna intento de negociación con las autoridades granadinas.»

## La invasión

Mapa de la Operación Urgent Fury.

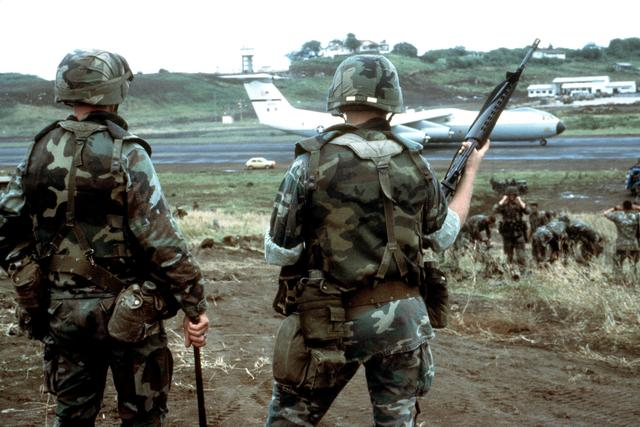
Marines estadounidenses en Granada, 3 de noviembre de 1983.

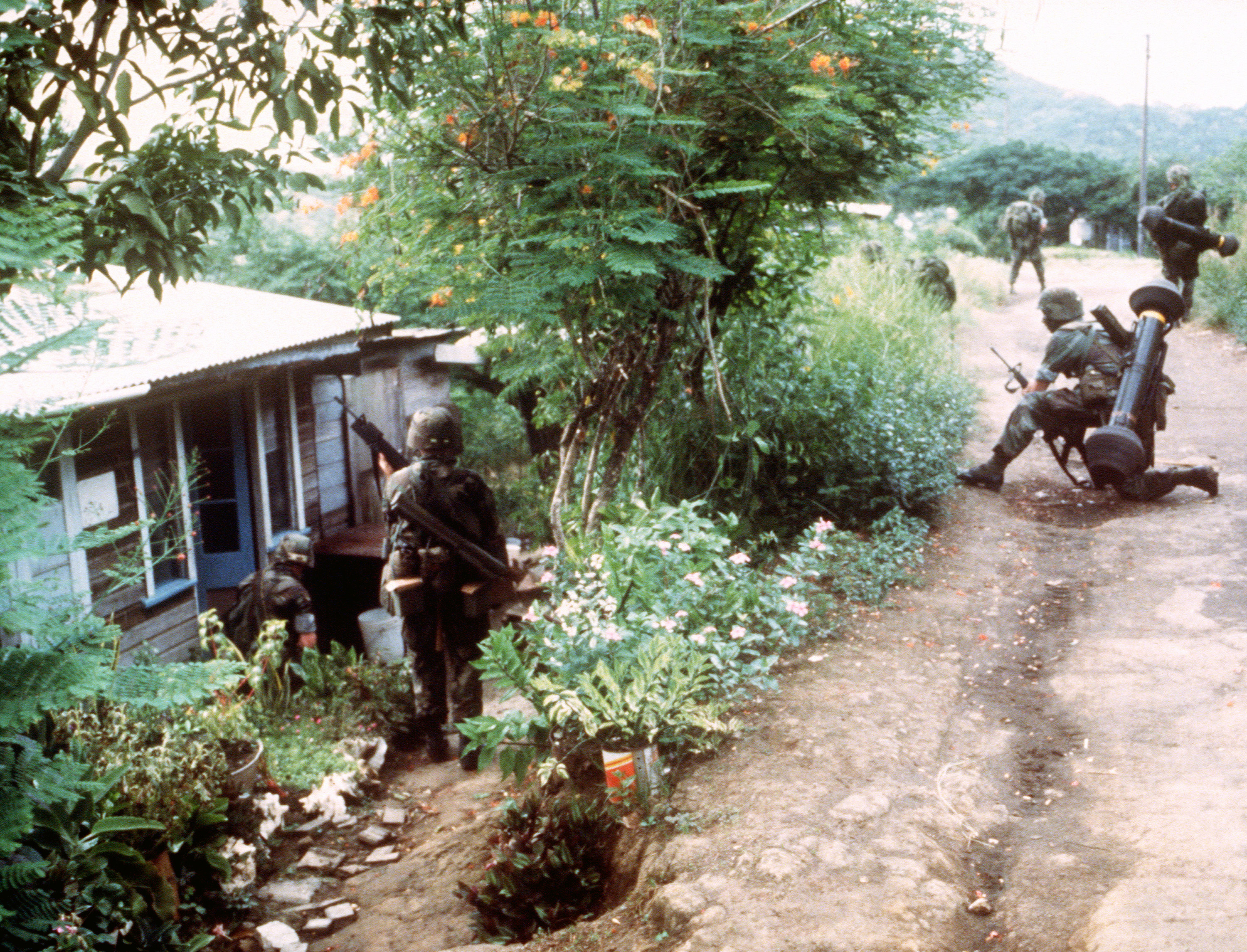
Soldados del ejército estadounidense, octubre de 1983

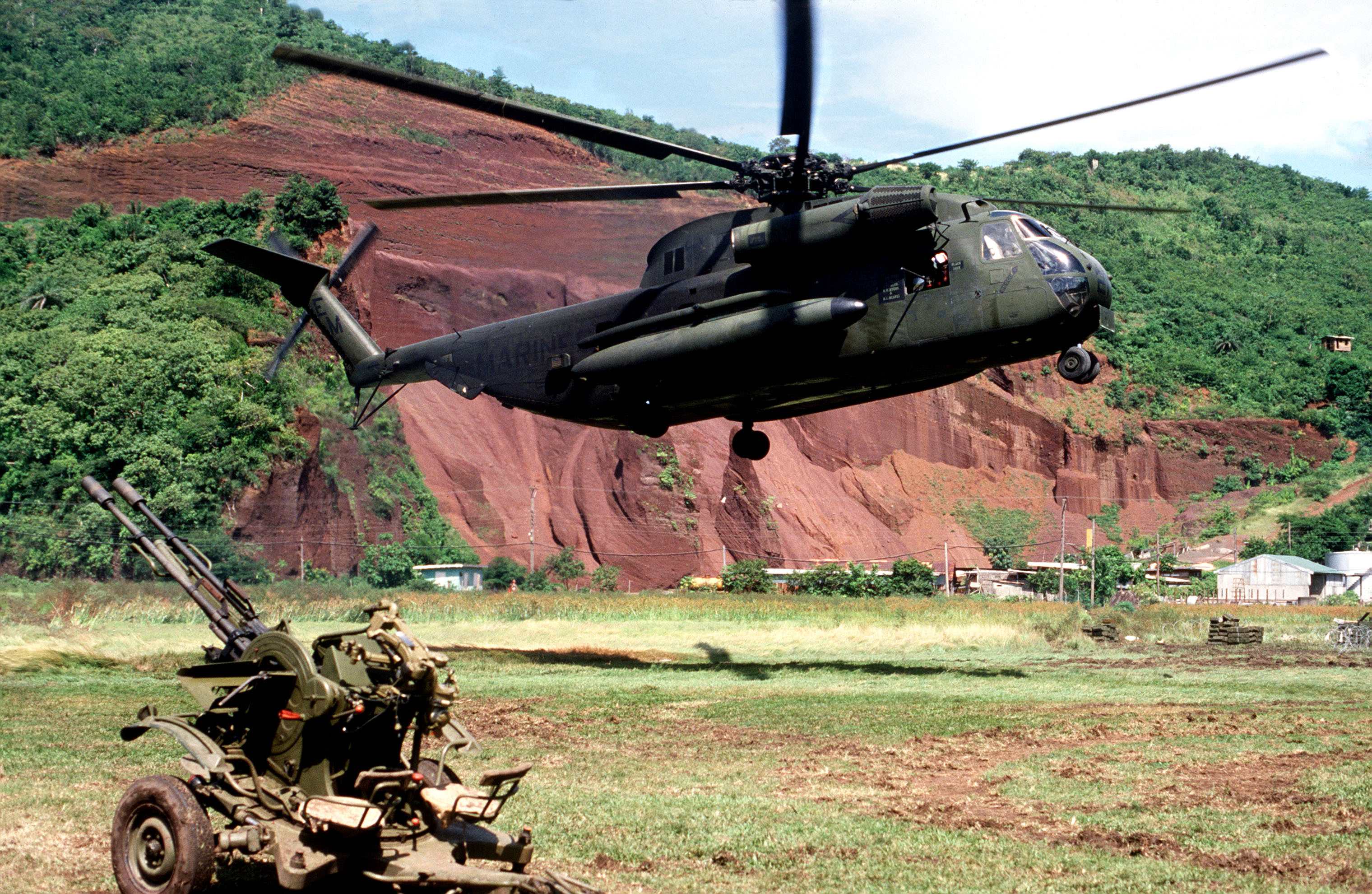
Un helicóptero Sikorsky CH-53 Seak del Cuerpo de Marines flota sobre el suelo cerca de un arma antiaérea soviética ZSU-23-2 abandonada.

La invasión, que comenzó a las 05:00 del 25 de octubre (dos días después de los atentados de Beirut), fue la primera gran operación realizada por el ejército de Estados Unidos desde la guerra de Vietnam. La lucha continuó durante varios días y el número total de efectivos estadounidenses alcanzó unos 7000 junto con 300 hombres de la OECS. Las fuerzas invasoras encontraron unos 1500 soldados granadinos y unos 700 cubanos, la mayoría eran obreros de la construcción. Sin embargo algunos de estos "obreros de la construcción" eran supuestamente según los estadounidenses destacamentos de las fuerzas especiales cubanas e ingenieros militares.
Fuentes oficiales de Estados Unidos afirman que los defensores estaban bien preparados, bien posicionados y opusieron fuerte resistencia, hasta tal extremo que los EE. UU. tuvieron que pedir dos batallones de refuerzos en la tarde del 26 de octubre de los SEALS, los cuales recibieron bajas debido a la resistencia. No obstante, la total superioridad naval y aérea de las fuerzas invasoras y preparación — incluyendo helicópteros de ataque y artillería naval de apoyo — resultaron ser ventajas significativas contra los soldados granadinos y los soldados cubanos.
Las fuerzas de EE. UU. sufrieron 19 víctimas mortales y 116 heridos. Granada sufrió 45 muertes militares y, también, al menos 24 civiles, junto con 358 soldados heridos. Cuba tuvo 25 muertos en acción, con 59 heridos y 638 tomados prisioneros.

## Reacción en los Estados Unidos
Al mes posterior a la invasión, la revista Time la describió diciendo que obtuvo un amplio apoyo popular. Un grupo de estudio del Congreso concluyó que la invasión había sido justificada, ya que muchos miembros sentían que los estudiantes podían ser tomados como rehenes igual que los diplomáticos estadounidenses en Irán cuatro años atrás. El informe del grupo causó que O'Neil cambiara su posición en el asunto, de oponerse a apoyarlo. En conjunto la invasión produjo un sentido orgullo del ejército en el público estadounidense.
Sin embargo, algunos miembros del grupo de estudio disintieron de sus conclusiones. El miembro del congreso Louis Stokes afirmó que  "Ni un solo niño estadounidense ni un solo ciudadano estadounidense estaba de alguna manera corriendo peligro o puesto en una situación de rehén antes de la invasión. La camarilla negra del congreso denunció la invasión y siete diputados demócratas, liderados por Ted Weiss, intentaron impugnar a Reagan.

## Oposición y crítica internacional

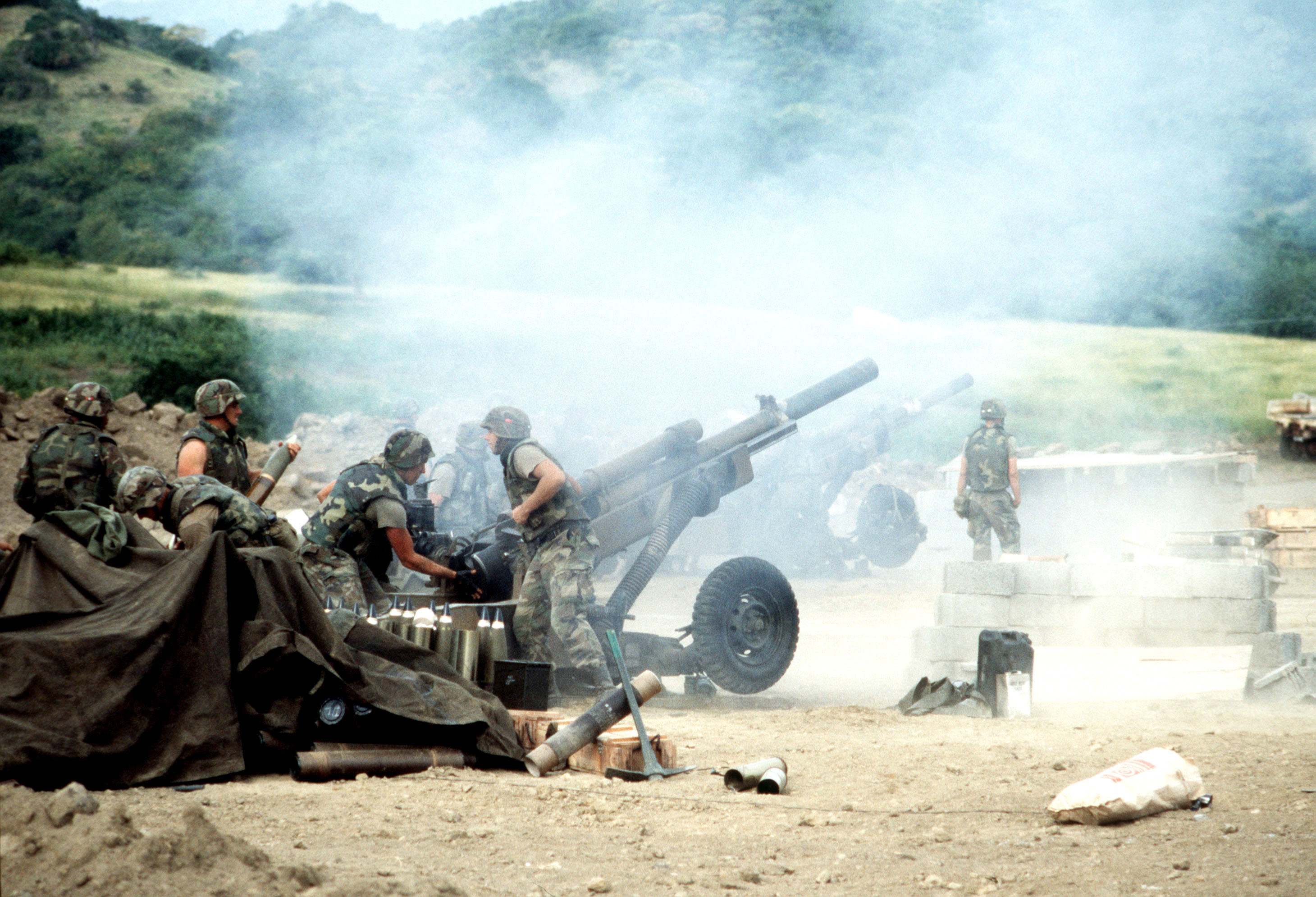
M102 estadounidense disparando durante la invasión.

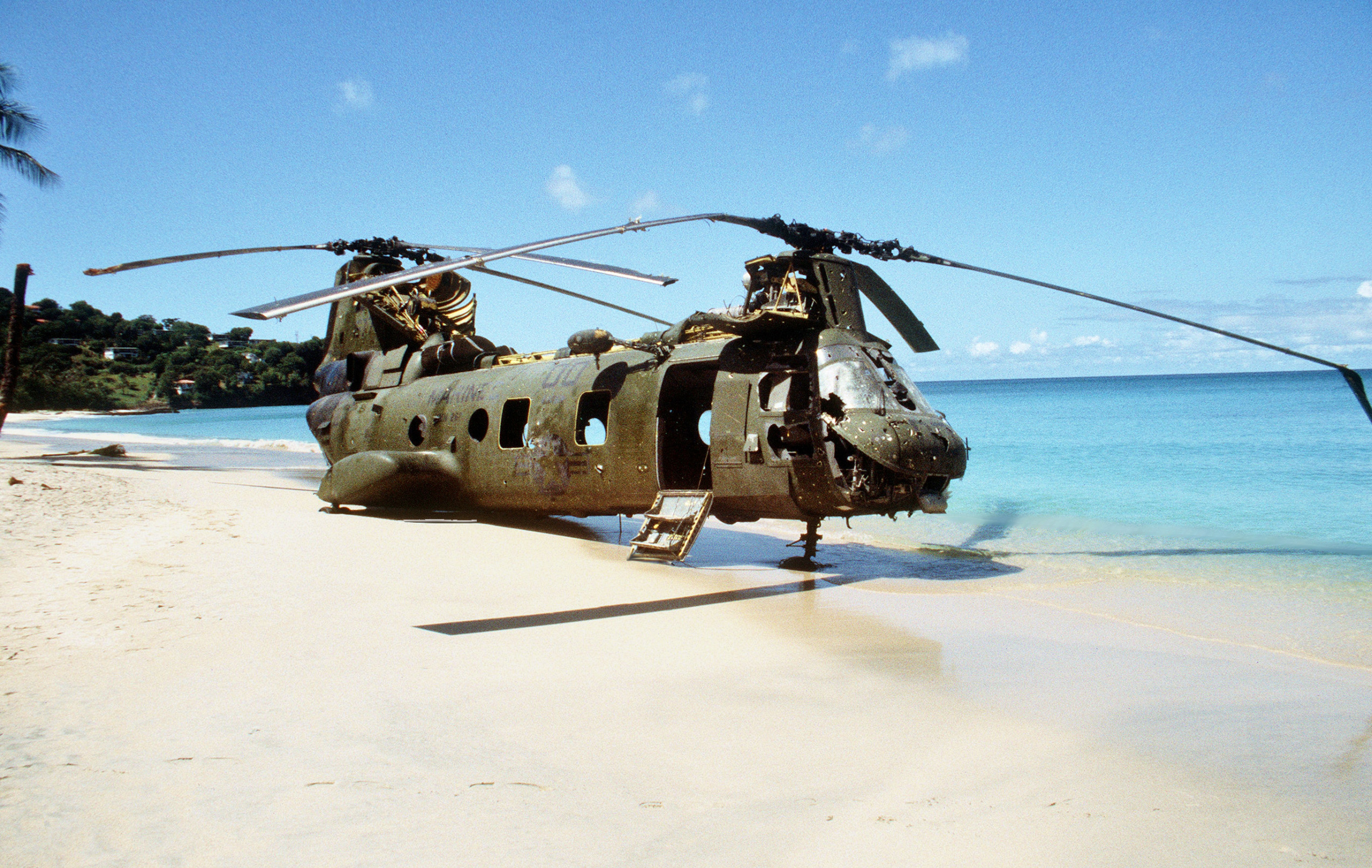
Un helicóptero del cuerpo de Marines estadounidenses Sea Knight impacta en la playa después de ser derribado por fuego antiaéreo el 25 de octubre de 1983.

Granada formaba parte de la Mancomunidad Británica de Naciones y — tras la invasión — pidió ayuda a otros miembros de la Mancomunidad. Reino Unido y Canadá, entre otros se opusieron a la invasión. La primera ministra Británica Margaret Thatcher se opuso personalmente a la invasión estadounidense, y su Secretario de Exteriores, Geoffrey Howe, anunció a la Cámara de los Comunes el día antes de la invasión que no tenía ningún conocimiento de cualquier posible intervención de los Estados Unidos. Ronald Reagan, Presidente de los Estados Unidos, le aseguró que una invasión no se contemplaba. Reagan dijo más tarde: 

Ella fue muy firme y continuó insistiendo que cancelaramos nuestro desembarco en Granada. No le podía decir que ya había comenzado.

Después de la invasión, la primera ministra Thatcher escribió al presidente Reagan: 

Esta acción será vista como una intervención por un país occidental en los asuntos internos de una pequeña nación independiente, por mucho que nos desagrade su régimen. Te pido que consideres esto en el contexto de nuestras amplias relaciones orientales-occidentales y del hecho que tendremos en los próximos días para presentar a nuestro Parlamento y la gente del emplazamiento de los misiles de crucero en este país... No puedo ocultar que estoy profundamente preocupada por tu último comunicado.

La invasión a Granada es frecuentemente expuesta como un caso de aplicación por Estados Unidos de la llamada Doctrina de seguridad nacional.

## Consecuencias
Tras la victoria de Estados Unidos, el Gobernador General de Granada, Paul Scoon, nombró un nuevo gobierno, y a mediados de diciembre las fuerzas estadounidenses se retiraron.
La invasión demostró la existencia de problemas con el «aparato informativo» del gobierno de los Estados Unidos, que The New York Times describió como estando aún «algo desordenado» tres semanas después de la invasión. Por ejemplo, el Departamento de Estado de los Estados Unidos, afirmó falsamente sobre el supuesto descubrimiento de una gran fosa común que contenía los cadáveres de unos 100 isleños, que habrían sido asesinados por fuerzas comunistas.
También causaron gran preocupación los problemas en el ejército que demostró la invasión. Hubo una falta de información sobre Granada, que agravó las dificultades afrontadas por la fuerza de invasión rápidamente reunida.  Por ejemplo, no se informó que los estudiantes estaban realmente en dos campus diferentes, y que hubo un retraso de treinta horas al rescatar los estudiantes en el segundo campus.  Análisis emitidos por el Departamento de Defensa de Estados Unidos, demostraron la necesidad de mejorar las comunicaciones y la coordinación entre las diferentes ramas de las Fuerzas Armadas.  Algunas de estas recomendaciones dieron como resultado la formación del Comando de Operaciones Especiales de Estados Unidos en 1987.[cita requerida]

## Orden de batalla

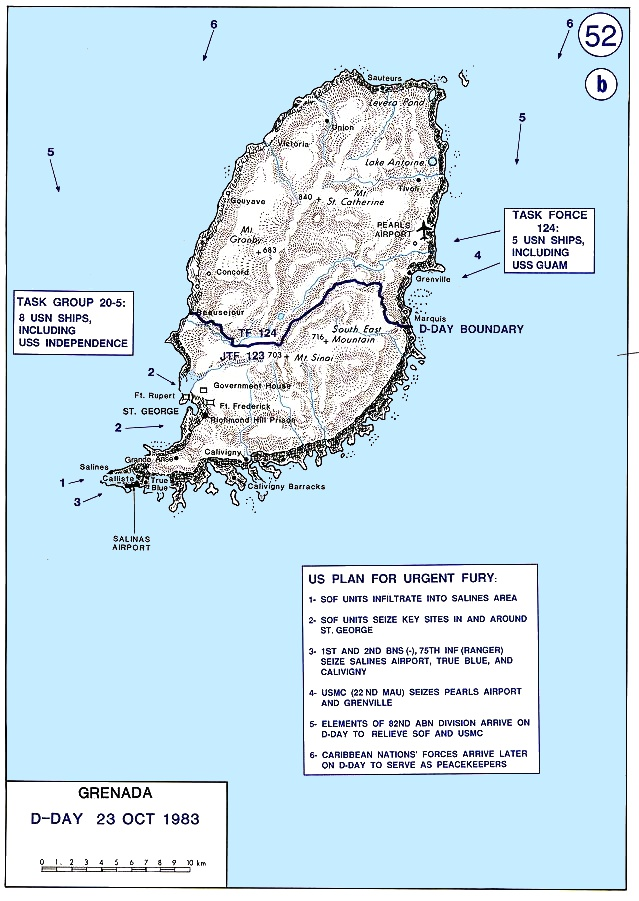
Invasión a Granada

### Fuerzas de Estados Unidos y fuerzas aliadas terrestres
Estados Unidos
- 22.ª Unidad Expedicionaria de Marines
- 82.ª División Aerotransportada
- 75.º Regimiento Ranger
- Equipos SEAL 5 y 6
- Fuerza Delta
- 160.º Regimiento de Aviación de Operaciones Especiales

### Fuerzas navales de Estados Unidos
Escuadrón Anfibio Cuatro
- USS Guam
- USS Barnstable County
- USS Manitowoc
- USS Fort Snelling
- USS Trenton

Grupo de Tareas Independientes
- USS Independence
- USS Richmond K. Turner
- USS Coontz
- USS Caron
- USS Moosbrugger
- USS Clifton Sprague
- USS Suribachi

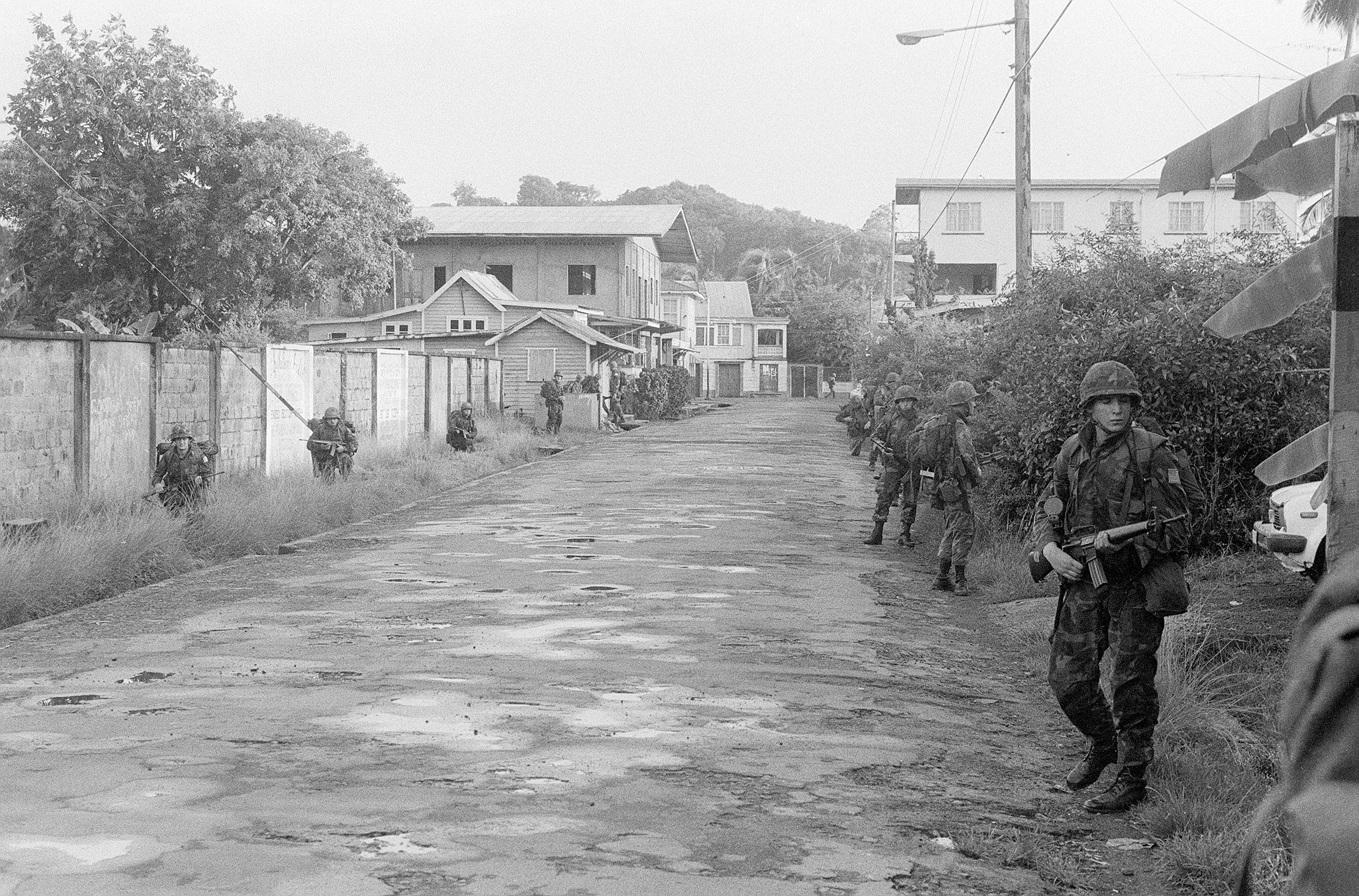
Marinos estadounidenses en el pueblo Grenville durante la invasión a Granada

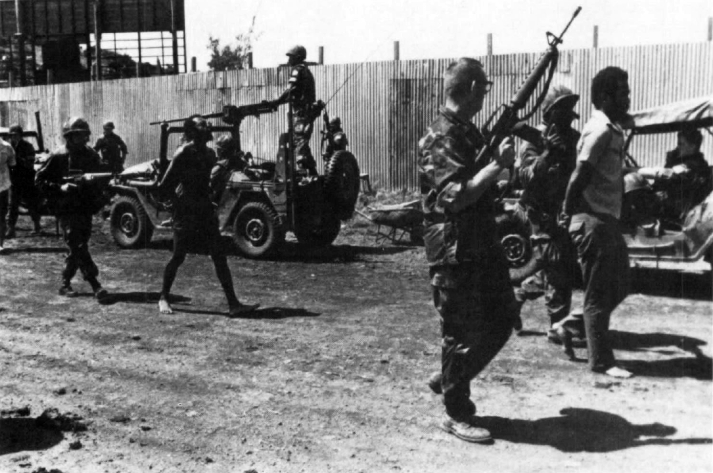
Los presuntos miembros del Ejército Revolucionario Popular de Granada son llevados por infantes de marina estadounidenses a recintos temporales en el hipódromo de Queen's Park, al norte en Saint George, Granada, en octubre de 1983.

Además, los siguientes buques apoyaron las operaciones navales: 
- USS America
- USS Aquila
- USS Aubrey Fitch
- USS Briscoe
- USS Portsmouth
- USS Recovery
- USS Saipan
- USS Sampson
- USS Samuel Eliot Morison
- USS Taurus